# Giurgiu-Ruse-bron
Giurgiu-Ruse-bron, även kallad Vänskapsbron, är en bro över floden Donau mellan Giurgiu i Rumänien och Ruse i Bulgarien. Den invigdes år 1954 och var den enda direkta väg- och järnvägsförbindelsen mellan länderna till år 2013 då Nya Europabron öppnade.

Den nästan tre kilometer långa bron består av två våningar med järnvägsspår och gång- och cykelbana överst och biltrafik nederst. Ett 85 meter långt stycke i mitten av bron kan lyftas så att fartyg kan passera. 
Vänskapsbron konstruerades av ryska ingenjörer och byggdes med ekonomiskt stöd från Sovjetunionen. Den tog två och ett halvt år att bygga och hade tidigare både tull- och gränskontroll.  
Tullkontrollen försvann 2007 då Rumänien och Bulgarien blev medlemmar av EU. På grund av ökande trafik har länderna planer på en ny bro tre kilometer norr om den nuvarande.

## Bilder

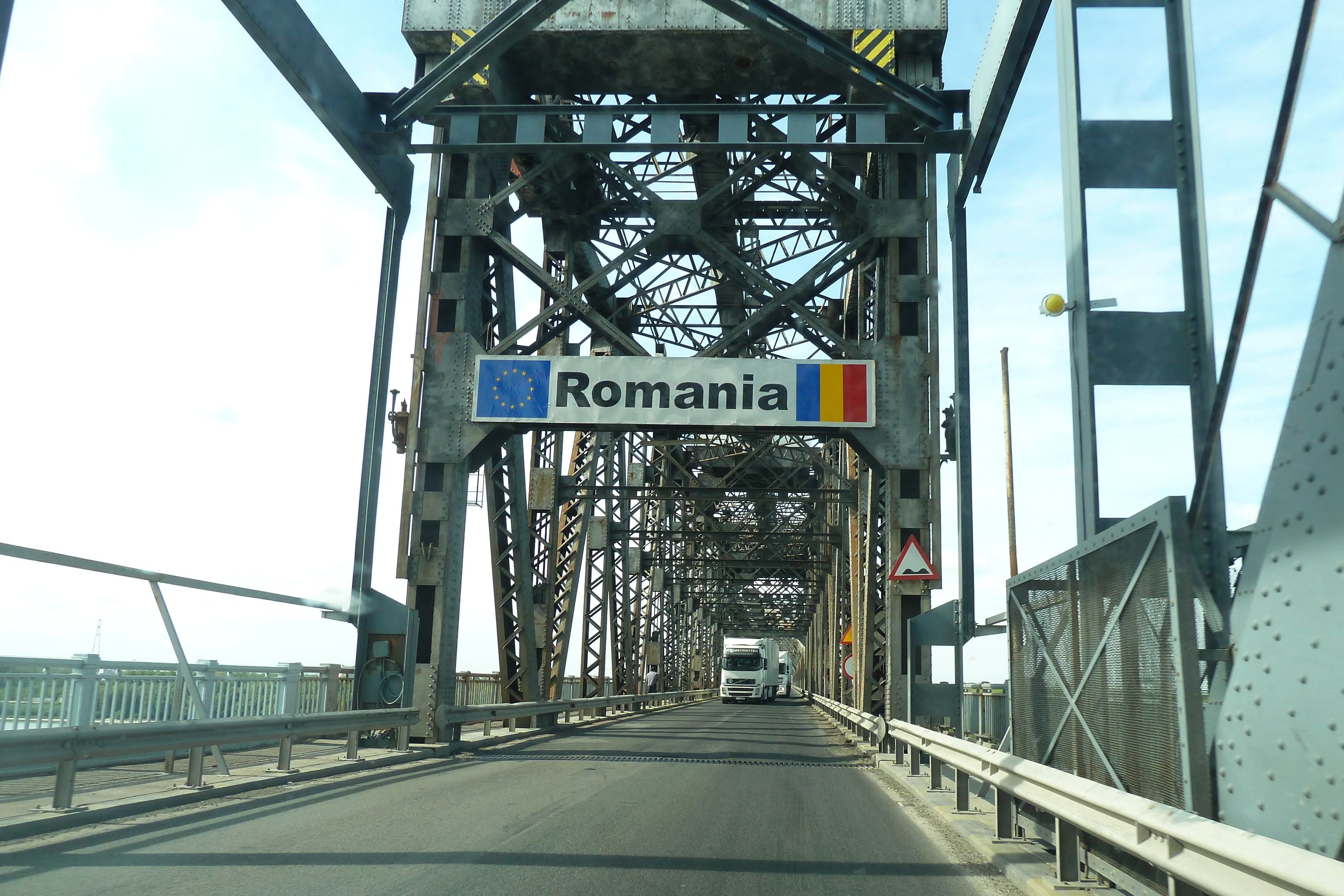
Gränspassagen på bron
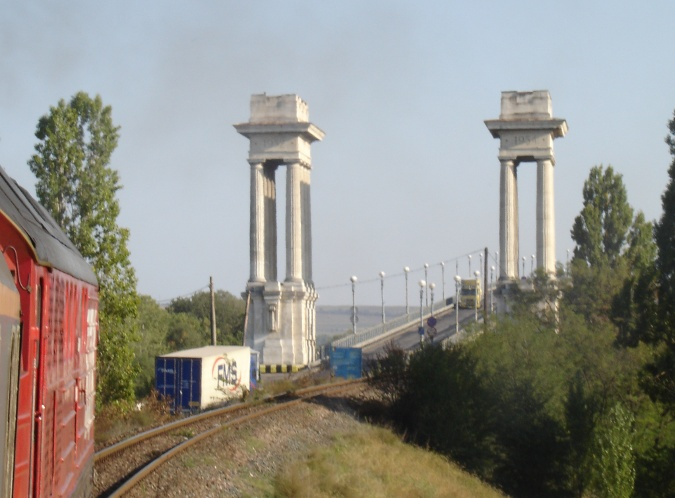
Portal i den rumänska änden av bron.
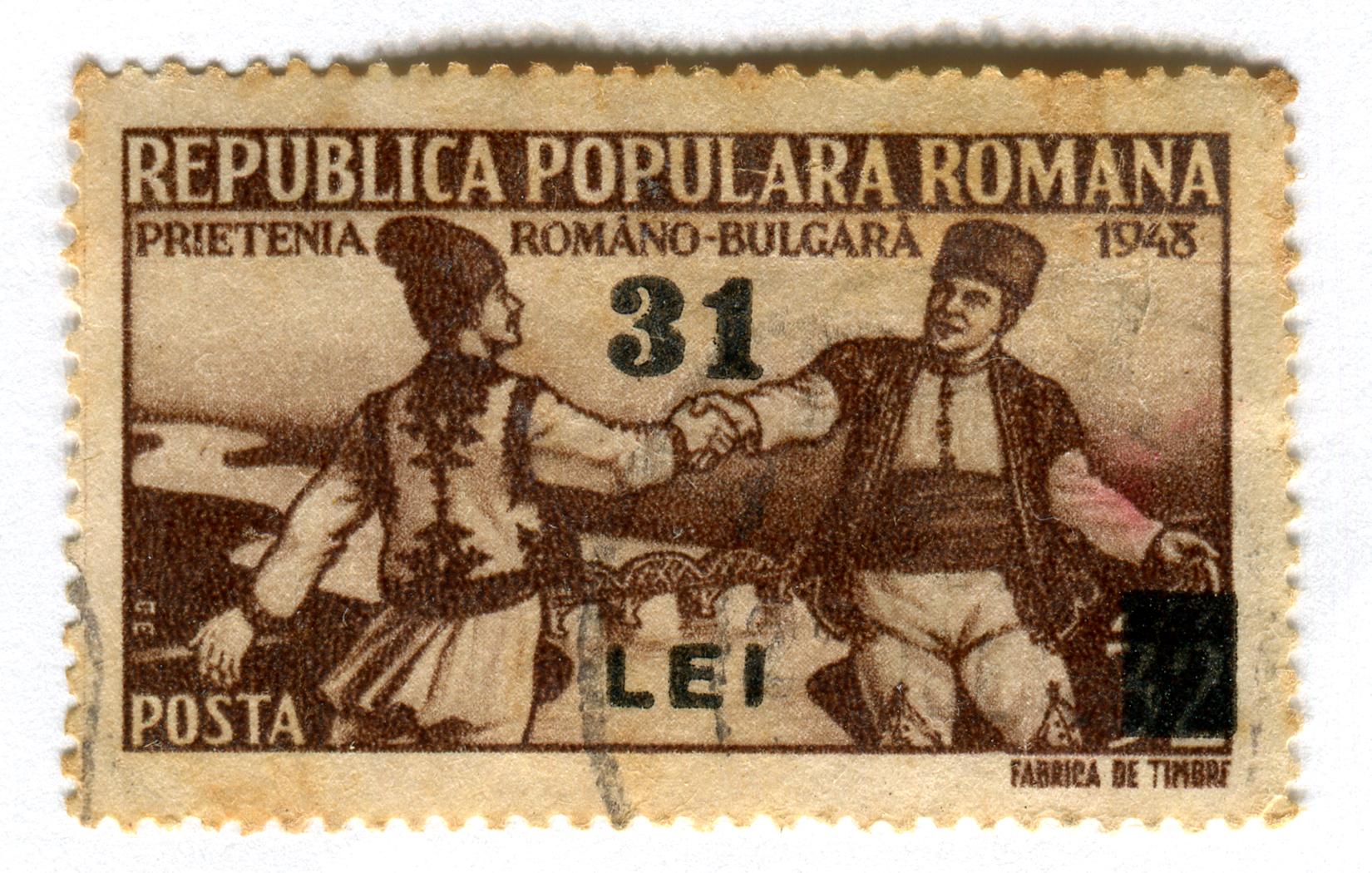
Den föreslagna bron på ett rumänskt frimärke från 1948.